# Salitis
Salitis (anche Sekhaenra Sharek) (fl. XVII secolo a.C.) è stato un faraone della XV dinastia egizia.

## Biografia
Di questo sovrano sappiamo ben poco a parte ciò che riportano gli epitomatori di Manetone.
Un re chiamato Salitis, sconfisse il re Tutimaios (identificato da taluni con Wadjekha della XIII dinastia) e conquistata Menfi fondò la XV dinastia.
Scrive Giuseppe Flavio nel suo Contra Apionem:
... Finalmente elessero re uno dei loro di nome Salitis. Egli pose la sua capitale a Menfi, esigendo tributi dall'Alto e dal Basso Egitto e sempre lasciando dietro di sé guarnigioni nel luoghi più favorevoli... Nel nomo Sethroita trovò una città in ottima posizione a est del Nilo, sul ramo di Bubasti, chiamata Avari da un'antica tradizione religiosa. Egli la ricostruì e la fortificò con mura imponenti.... Dopo aver regnato per 19 anni Salitis morì e gli successe un secondo re Bnon....
Questo sovrano è il primo tra quelli chiamati Grandi Hyksos, che governarono, per poco più di un secolo, l'Egitto dopo aver posto la loro capitale ad Avaris nel delta del Nilo.
Il nome, hyksos, deriva da hka haswt ossia capi di un paese straniero, come risulta dal Canone Reale, e quindi inizialmente non identificava un popolo ma solamente i suoi governanti.
Le popolazioni che in seguito vennero indicate con tale nome era chiamate dagli egizi asiatici, provenivano dalle regioni palestinese e siriana e si erano lentamente, e spesso pacificamente, infiltrate nel delta del Nilo non appena il controllo sulle frontiere, costante durante il Medio Regno, si era allentato a seguito della perdita di unitarietà dello Stato egizio.
Dopo essersi, almeno in parte, egizianizzate, tali popolazioni, approfittando del collasso del potere centrale, cominciarono a governarsi autonomamente soggiogando e rendendo tributari anche i dinasti egizi locali.
Il nome Sekhaenra Sharek compare in una lista di sacerdoti menfiti.
L'associazione del Salitis manetoniano con i nomi di sovrani provenienti da ritrovamenti archeologici, soprattutto scarabei, è un'impresa ardua e travagliata da controversie.
Alcuni autori, tra cui von Beckerath, associano a questo sovrano i nomi di Sheshi e Maaibra che i più ritengono invece identificare come il suo successore.

## Liste reali
| Giuseppe Flavio | anni di regno | Sesto Africano | anni di regno | Canone Reale          | anni di regno | reperti          | altre fonti |
| Salitis         | 19            | Saites         |               | illeggibile (nº10.15) | ...8..3..     | Sekhaenra Sharek |             |

## Titolatura
I sovrani della XV dinastia, pur essendo di origine semita, adottarono la titolatura reale egizia.

| G5 |

| G5 |

|       |
| \| \| |
|       |
|       |

|  |

|       |
| \| \| |
|       |
|       |

|  |

| G16 |

| G16 |

|  |

| G8 |

| G8 |

|  |

| M23 · X1 | L2 · X1 |

| M23 · X1 | L2 · X1 |

| N5 | O34 | N28 | n · D36 |

| N5 | O34 | N28 | n · D36 |

| N5 | O34 | N28 | n · D36 |

| N5 | O34 | N28 | n · D36 |

| N5 | O34 | N28 | n · D36 |

| N5 | O34 | N28 | n · D36 |

| N5 | O34 | N28 | n · D36 |

| N5 | O34 | N28 | n · D36 |

| G39 | N5 |

| G39 | N5 |

| M8 | r · V31 |

| M8 | r · V31 |

| M8 | r · V31 |

| M8 | r · V31 |

| M8 | r · V31 |

| M8 | r · V31 |

| M8 | r · V31 |

| M8 | r · V31 |

## Cronologia
| Periodo                    | Dinastia | Anni di regno                   |
| Secondo periodo intermedio | XV       | 1670 a.C. - 1650 a.C. ± 50 anni |

| Autore | Anni di regno         |
| ------ | --------------------- |
| Franke | 1630 a.C. - 1615 a.C. |

| predecessore: nessuno | Capitano di un paese straniero | successore: Sheshi |

| Dinastie contemporanee | Capitale |
| XIII                   | Ity Tawy |
| XIV                    | varie    |